# Тесукі (Нью-Мексико)
Тесукі (англ. Tesuque) — переписна місцевість (CDP) в США, в окрузі Санта-Фе штату Нью-Мексико. Населення — 1094 особи (2020).

## Географія
Тесукі розташоване за координатами 35°44′55″ пн. ш. 105°55′16″ зх. д. / 35.74861° пн. ш. 105.92111° зх. д. (35.748599, -105.920991).  За даними Бюро перепису населення США в 2010 році переписна місцевість мала площу 14,73 км², уся площа — суходіл.

## Демографія
Згідно з переписом 2010 року, у переписній місцевості мешкало 925 осіб у 519 домогосподарствах у складі 239 родин. Густота населення становила 63 особи/км².  Було 718 помешкань (49/км²).
Расовий склад населення:
| - 89,3 % — білих - 0,9 % — корінних американців - 0,8 % — азіатів - 0,3 % — чорних або афроамериканців - 6,4 % — осіб інших рас |

До двох чи більше рас належало 2,4 %. Частка іспаномовних становила 27,2 % від усіх жителів.
За віковим діапазоном населення розподілялося таким чином: 8,5 % — особи молодші 18 років, 68,4 % — особи у віці 18—64 років, 23,1 % — особи у віці 65 років та старші. Медіана віку мешканця становила 56,3 року. На 100 осіб жіночої статі у переписній місцевості припадало 88,0 чоловіків;  на 100 жінок у віці від 18 років та старших — 88,4 чоловіків також старших 18 років.
Середній дохід на одне домашнє господарство  становив 121 030 доларів США (медіана — 67 083), а середній дохід на одну сім'ю — 204 562 долари (медіана — 157 361). Медіана доходів становила 80 227 доларів для чоловіків та 52 857 доларів для жінок. За межею бідності перебувало 14,0 % осіб, у тому числі 2,9 % дітей у віці до 18 років та 23,1 % осіб у віці 65 років та старших.
Цивільне працевлаштоване населення становило 495 осіб. Основні галузі зайнятості: науковці, спеціалісти, менеджери — 28,1 %, освіта, охорона здоров'я та соціальна допомога — 18,6 %, фінанси, страхування та нерухомість — 15,6 %.